# Terry Coe
Terry Donald Coe és un polític niueà i antic ministre del govern.
Va ser elegit per primera vegada a l'Assemblea de Niue com a membre del Registre Comú a les eleccions generals de Niue de 1993, i immediatament va ser ministre al gabinet del primer ministre Frank Lui.
Coe va exercir com a ministre al gabinet del primer ministre Frank Lui entre 1993 i 1999, com a ministre de Finances, Telecomunicacions i Obres Públiques, així com altres carteres. Va perdre el seu lloc al gabinet després que Lui fos derrotat en les eleccions de 1999 i des de llavors s'ha convertit en un membre clau de l'oposició del país.
Després de les eleccions de 1999, Coe va donar suport a O'Love Jacobsen com a primer ministre.
El 2002, va ser processat sense èxit per difamació criminal pel govern. Els càrrecs van ser desestimats després que la policia no va presentar cap prova.
El 2011, va criticar els seus companys diputats per votar a favor d'un augment considerable del seu propi sou. Va dir que els augments salarials dels polítics eren un malbaratament de diners públics que "es gastarien millor en el desenvolupament".
Va ser reelegit en les eleccions del 2020. Durant la pandèmia de COVID-19 es va oposar a les mesures del govern de Niue de relaxar les proteccions contra la covid.
Va perdre el seu escó a les eleccions del 2023.